# Darren Potter
Darren Michael Potter (Liverpool, 21 dicembre 1984) è un ex calciatore irlandese con cittadinanza britannica, di ruolo centrocampista.

## Biografia
Possiede il passaporto irlandese grazie alle origini dei nonni.

## Caratteristiche tecniche
Vertice basso di centrocampo, dotato di aggressività e temperamento. Tra le sue doti spiccano - oltre allo stacco aereo - l'abilità nei contrasti e la precisione nei passaggi.

## Carriera

### Club
Rilasciato dall'Everton all'età di 15 anni, viene prelevato dal Liverpool. Esordisce con i Reds il 10 agosto 2004 contro il Grazer AK, partita valida per il terzo turno preliminare di UEFA Champions League, sostituendo Steve Finnan a 5' dal termine.
Chiuso da Steven Gerrard, Xabi Alonso e Dietmar Hamann - e schierato fuori ruolo da Rafael Benítez - il 26 gennaio 2006 passa in prestito al Southampton.
Il 17 agosto 2006 passa in prestito al Wolverhampton, in Championship. Il 18 gennaio 2007 passa - per 250.000 sterline, più vari bonus - a titolo definitivo ai Wolves firmando un contratto di tre anni e mezzo.
Il 10 luglio 2009 sottoscrive un contratto triennale con lo Sheffield Wednesday. In precedenza aveva trascorso sei mesi in prestito con gli Owls.
Il 24 giugno 2011 passa a parametro zero al MK Dons, sottoscrivendo un contratto annuale.

### Nazionale
Nel 2003 ha preso parte ai Mondiali Under-20, svolti negli Emirati Arabi Uniti. Esordisce con la selezione maggiore il 23 maggio 2007 in Ecuador-Irlanda (1-1).

## Statistiche

### Presenze e reti nei club
Statistiche aggiornate al 25 novembre 2017.
| Stagione                   | Squadra                    | Campionato                 | Campionato | Campionato | Coppe nazionali | Coppe nazionali | Coppe nazionali | Coppe continentali | Coppe continentali | Coppe continentali | Altre coppe | Altre coppe | Altre coppe | Totale | Totale |
| Stagione                   | Squadra                    | Comp                       | Pres       | Reti       | Comp            | Pres            | Reti            | Comp               | Pres               | Reti               | Comp        | Pres        | Reti        | Pres   | Reti   |
| -------------------------- | -------------------------- | -------------------------- | ---------- | ---------- | --------------- | --------------- | --------------- | ------------------ | ------------------ | ------------------ | ----------- | ----------- | ----------- | ------ | ------ |
| 2004-2005                  | Liverpool                  | PL                         | 2          | 0          | FACup+CdL       | 1+4             | 0               | UCL                | 3                  | 0                  | -           | -           | -           | 10     | 0      |
| 2005-gen. 2006             | Liverpool                  | PL                         | 0          | 0          | FACup+CdL       | 0+1             | 0               | UCL                | 6                  | 0                  | SU+Cmc      | 0           | 0           | 7      | 0      |
| Totale Liverpool           | Totale Liverpool           | Totale Liverpool           | 2          | 0          |                 | 6               | 0               |                    | 9                  | 0                  |             | 0           | 0           | 17     | 0      |
| gen.-giu. 2006             | Southampton                | FLC                        | 10         | 0          | FACup+CdL       | 2+0             | 0               | -                  | -                  | -                  | -           | -           | -           | 12     | 0      |
| 2006-2007                  | Wolverhampton              | FLC                        | 38+2       | 0          | FACup+CdL       | 3+1             | 1+0             | -                  | -                  | -                  | -           | -           | -           | 44     | 1      |
| 2007-2008                  | Wolverhampton              | FLC                        | 18         | 0          | FACup+CdL       | 3+2             | 0               | -                  | -                  | -                  | -           | -           | -           | 23     | 0      |
| 2008-gen. 2009             | Wolverhampton              | FLC                        | 0          | 0          | FACup+CdL       | 0               | 0               | -                  | -                  | -                  | -           | -           | -           | 0      | 0      |
| Totale Wolverhampton       | Totale Wolverhampton       | Totale Wolverhampton       | 56+2       | 0          |                 | 9               | 1               |                    | -                  | -                  |             | -           | -           | 67     | 1      |
| gen.-giu. 2009             | Sheffield Wednesday        | FLC                        | 17         | 2          | FACup+CdL       | -               | -               | -                  | -                  | -                  | -           | -           | -           | 17     | 2      |
| 2009-2010                  | Sheffield Wednesday        | FLC                        | 46         | 3          | FACup+CdL       | 1+2             | 0               | -                  | -                  | -                  | -           | -           | -           | 49     | 3      |
| 2010-2011                  | Sheffield Wednesday        | FL1                        | 33         | 3          | FACup+CdL       | 2+2             | 1+0             | -                  | -                  | -                  | FLT         | 3           | 0           | 40     | 4      |
| Totale Sheffield Wednesday | Totale Sheffield Wednesday | Totale Sheffield Wednesday | 96         | 8          |                 | 7               | 1               |                    | -                  | -                  |             | 3           | 0           | 106    | 9      |
| 2011-2012                  | MK Dons                    | FL1                        | 40+2       | 2          | FACup+CdL       | 3+3             | 1+0             | -                  | -                  | -                  | FLT         | 1           | 0           | 49     | 3      |
| 2012-2013                  | MK Dons                    | FL1                        | 46         | 4          | FACup+CdL       | 6+3             | 1+0             | -                  | -                  | -                  | FLT         | 0           | 0           | 55     | 5      |
| 2013-2014                  | MK Dons                    | FL1                        | 29         | 0          | FACup+CdL       | 3+0             | 0               | -                  | -                  | -                  | FLT         | 1           | 0           | 33     | 0      |
| 2014-2015                  | MK Dons                    | FL1                        | 40         | 2          | FACup+CdL       | 2+4             | 0               | -                  | -                  | -                  | FLT         | 1           | 0           | 47     | 2      |
| 2015-2016                  | MK Dons                    | FLC                        | 37         | 0          | FACup+CdL       | 1+0             | 1               | -                  | -                  | -                  | -           | -           | -           | 38     | 1      |
| 2016-2017                  | MK Dons                    | FL1                        | 37         | 1          | FACup+CdL       | 3+0             | 0               | -                  | -                  | -                  | FLT         | 1           | 0           | 41     | 1      |
| Totale MK Dons             | Totale MK Dons             | Totale MK Dons             | 229+2      | 9          |                 | 28              | 3               |                    | -                  | -                  |             | 4           | 0           | 263    | 12     |
| 2017-2018                  | Rotherham United           | FL1                        | 16         | 0          | FACup+CdL       | 1+1             | 0               | -                  | -                  | -                  | FLT         | 0           | 0           | 18     | 0      |
| Totale carriera            | Totale carriera            | Totale carriera            | 413        | 17         |                 | 54              | 5               |                    | 9                  | 0                  |             | 7           | 0           | 483    | 22     |

### Cronologia presenze e reti in nazionale
| Cronologia completa delle presenze e delle reti in nazionale ― Irlanda | Cronologia completa delle presenze e delle reti in nazionale ― Irlanda | Cronologia completa delle presenze e delle reti in nazionale ― Irlanda | Cronologia completa delle presenze e delle reti in nazionale ― Irlanda | Cronologia completa delle presenze e delle reti in nazionale ― Irlanda | Cronologia completa delle presenze e delle reti in nazionale ― Irlanda | Cronologia completa delle presenze e delle reti in nazionale ― Irlanda | Cronologia completa delle presenze e delle reti in nazionale ― Irlanda |
| Data                                                                   | Città                                                                  | In casa                                                                | Risultato                                                              | Ospiti                                                                 | Competizione                                                           | Reti                                                                   | Note                                                                   |
| ---------------------------------------------------------------------- | ---------------------------------------------------------------------- | ---------------------------------------------------------------------- | ---------------------------------------------------------------------- | ---------------------------------------------------------------------- | ---------------------------------------------------------------------- | ---------------------------------------------------------------------- | ---------------------------------------------------------------------- |
| 23-5-2007                                                              | East Rutherford                                                        | Ecuador                                                                | 1 – 1                                                                  | Irlanda                                                                | Amichevole                                                             | -                                                                      |                                                                        |
| 26-5-2007                                                              | Foxborough                                                             | Bolivia                                                                | 1 – 1                                                                  | Irlanda                                                                | Amichevole                                                             | -                                                                      |                                                                        |
| 22-8-2007                                                              | Aarhus                                                                 | Danimarca                                                              | 0 – 4                                                                  | Irlanda                                                                | Amichevole                                                             | -                                                                      | 66’                                                                    |
| 17-11-2007                                                             | Cardiff                                                                | Galles                                                                 | 2 – 2                                                                  | Irlanda                                                                | Qual. Euro 2008                                                        | -                                                                      | 87’                                                                    |
| 6-2-2008                                                               | Dublino                                                                | Irlanda                                                                | 0 – 1                                                                  | Brasile                                                                | Amichevole                                                             | -                                                                      | 46’                                                                    |
| Totale                                                                 |                                                                        | Presenze                                                               | 5                                                                      |                                                                        | Reti                                                                   | 0                                                                      |                                                                        |

## Palmarès

### Club
- UEFA Champions League: 1

Liverpool: 2004-2005
- Supercoppa UEFA: 1

Liverpool: 2005

### Individuale
- PFA Football League One Team of the Year: 1[17]

2011-2012